# Bárányles

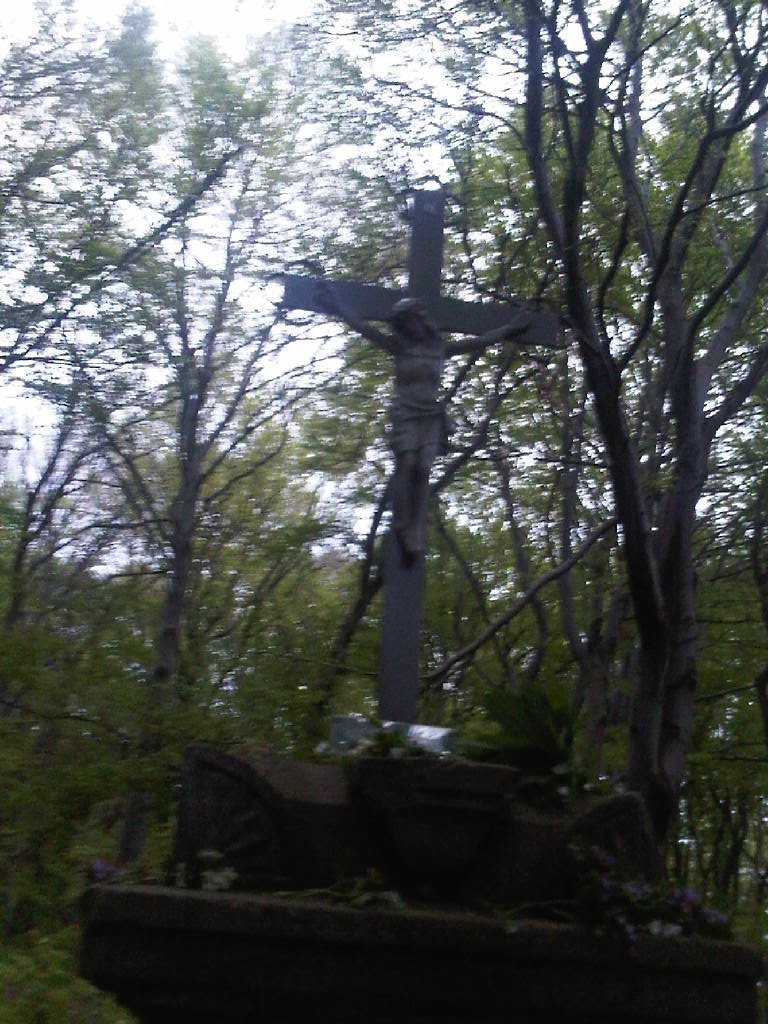
A bárányles keresztje.

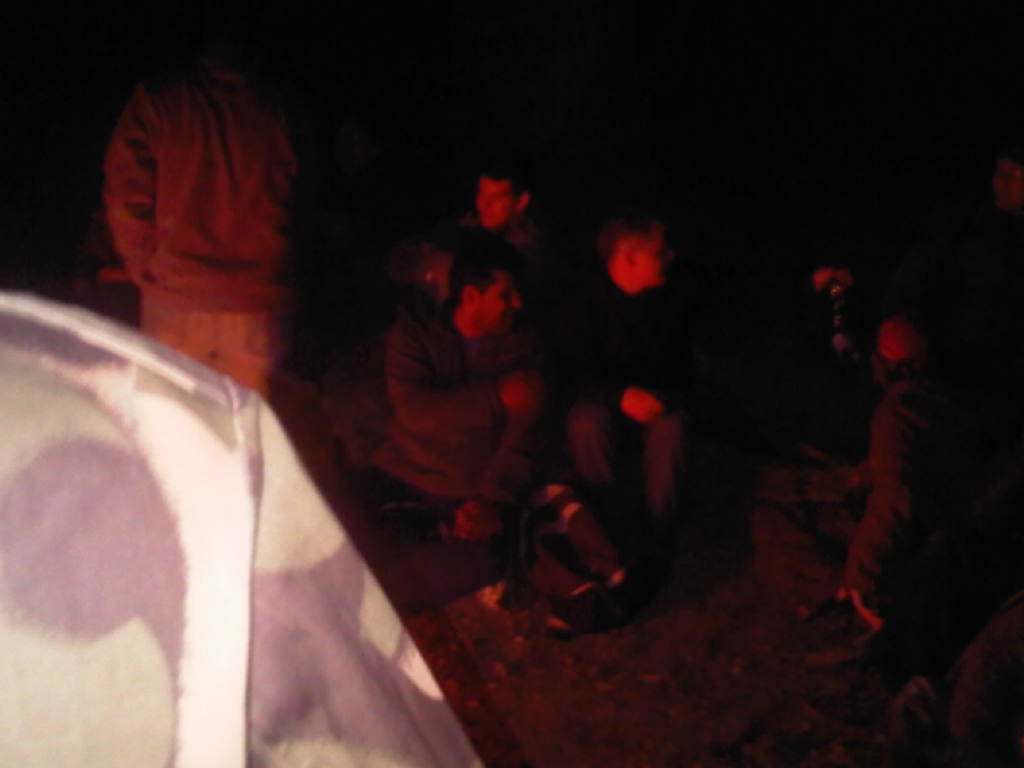
A bárányles tüzénél, hajnali 3 óra, 2011. április 24

A bárányles népszokás a Zengőalján, Hosszúhetényben, a zarándoklat egy nagyon ritka fajtája, hiszen csak férfiak vehetnek benne részt.
Húsvét vasárnap hajnalán, még sötétben a hosszúhetényi férfiak felmennek a Zengő hegy oldalában álló kereszthez. Még virradat előtt oda kell érniük: ott tüzet gyújtanak, énekelnek, beszélgetnek és együtt várják a nap felkeltét, ami egyben Jézus feltámadását, vagyis az Úr bárányának eljövetelét jelképezi. A zarándokok több helyről indulnak, egyedül, vagy kis csoportokban és reggelre jönnek le a hegyről. Újabban a hegy másik oldalán fekvő Pécsváradról is feljárnak, gyalog vagy lovasan. Az újonnan jövő hozni szokott egy-két ágat a tűzre.
A szokás eredete a helyiek szerint az, hogy az első világháború idején környékbeli katonák fogadalmat tettek, hogyha épségben hazajutnak, minden évben felzarándokolnak a hegyre. 
A szokás magyarázatának régebbi rétege az a monda, amely szerint egyszer egy nagy viharban egy vándor, aki Kisújbánya felől tartott Hosszúheténybe, eltévedt a hegyen és megfagyott volna, de megjelent neki Isten báránya és megmutatta neki az utat. A történet szerint ez a vándor a hosszúhetényi Bocz-család első betelepülő tagja, Bocz Pál volt, aki Györéről udvarolt Heténybe.

## A kereszt története

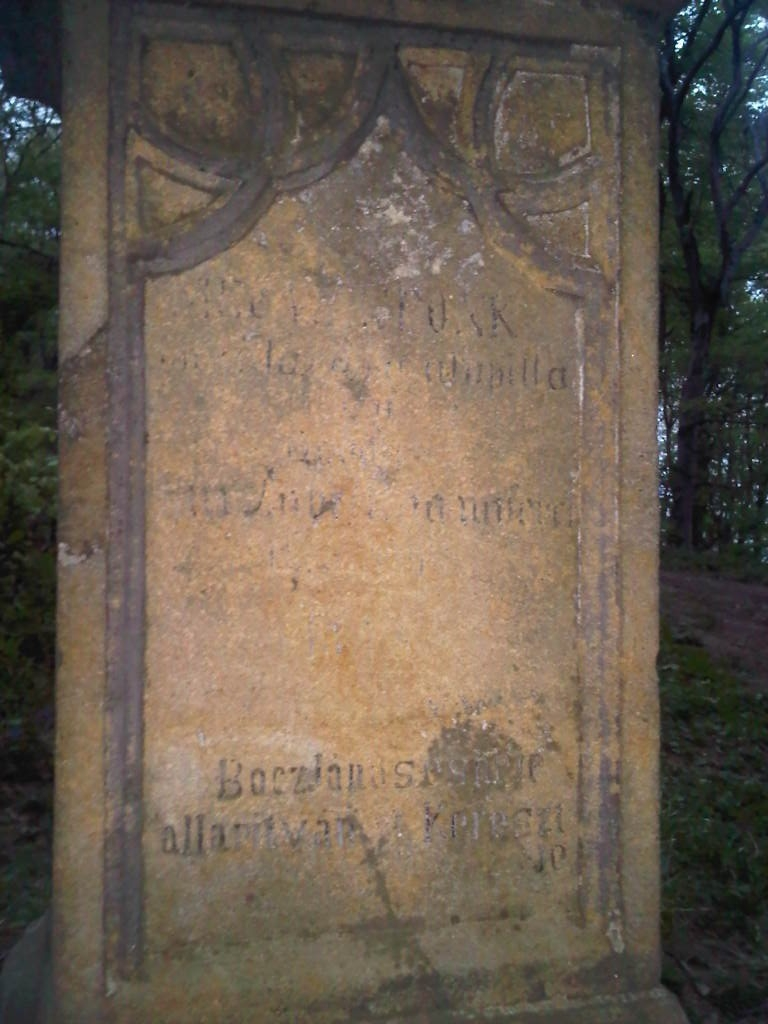
A "Bocz-kereszt" százéves felirata, már alig olvasható.

A kutatások szerint az első kereszt állítását adományával egy püspökszentlászlói molnár, Giszkárd Vince kezdeményezte 1876-ban egy 40 krajcáros adománnyal, hálából, amiért a kislánya megmenekült egy áradásból. A völgyben csordogáló patak nagy esőzések idején ma is rohanó áradattá változik.
A ma a hegyen látható kereszt már nem az eredeti kereszt. A valós történet helyreállításában segített egy gótbetűs felirat, amelyet kezdetben még a környékbeli németek se tudtak elolvasni.
A bárányles keresztje a Zengő csúcsától kétszázötven méterre található, az északnyugati oldalon. Püspökszentlászlói iratok szerint (História Domus) gróf Esterházy László Pál (1780 és 1799 között pécsi püspök, a püspökszentlászlói templom és kastély építtetője) állíttatta 1797-ben. Helyiek szerint Bocz János állíttatta. De ez egy későbbi helyreállítás: 1918-ban Bocz János és neje felújíttatta és ekkor került ide egy a helyiek által gyönyörűnek leírt vaskereszt. Ez ma már nincs meg: 1986-ban megrongálódott, talán egy viharban, majd 1990-ben ismét, és ekkor el is tűnt. 2000-ben került a helyére a jelenlegi vaskereszt. Az egyik faluvégi pincében ma is őrzik az eredeti kő Krisztus-szobor lábait, amelyeket az erdőben járva a gazda megtalált. A Bocz Jánoshoz hasonlóan az első világháborúból élve megtért katonák minden évben feljártak a kereszthez megmenekülésük emlékére és ezt a hagyományt aztán a második világháború hazatért katonái is életben tartották, örökül hagyva utódaikra is.
"A település lakossága kisebb létszámban ugyan, de az 1970-es és az 1980-as években is gyakorolta. Feltételezhető, hogy nem az 1990-es években újjáélesztett, felelevenített hagyományról van szó, hanem folytonos, kontinuus gyakorlatról beszélhetünk, ami a kommunizmus nem éppen toleráns évtizedei alatt is létezett" - írta Mód László Hosszúhetény Múltmentő című folyóiratában.

## A bárányles-túrák
A báránylesre hajnali 2-3 óra körül szoktak indulni csoportok a faluból Az utat nem, vagy kevéssé ismerő résztvevők számára ajánlott vezetővel menni.